# Evan Gershkovich

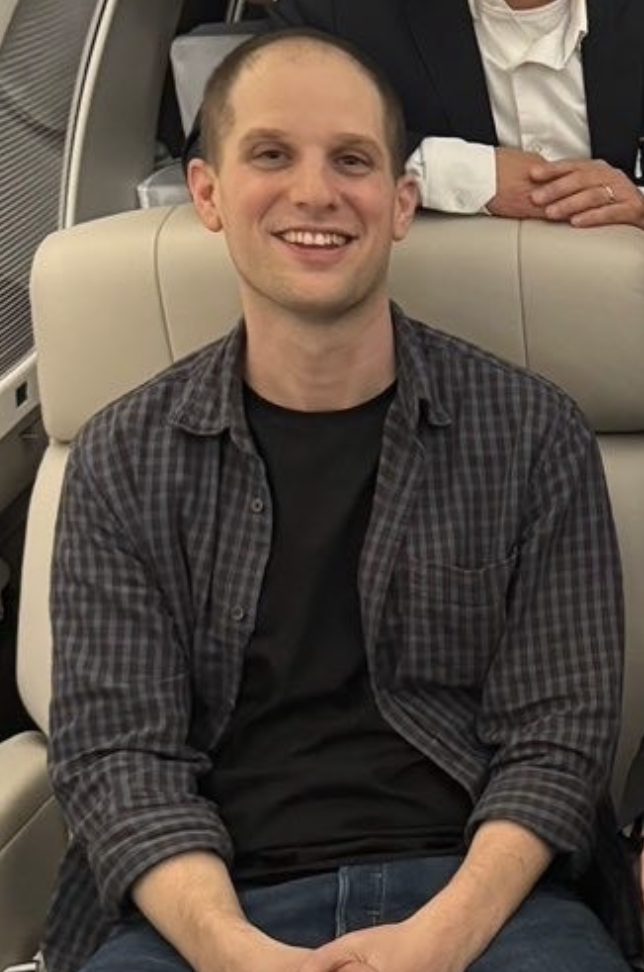
Evan Gershkovich 2024.

Evan Gershkovich (ur. 1991) – amerykański dziennikarz i reporter specjalizujący się w reportażach z Rosji. 
Pracował dla The New York Times od 2016 do 2017, The Moscow Times od 2017 do 2020 i Agence France Presse od 2020 do 2022, zanim przeniósł się do The Wall Street Journal w styczniu tego roku. W marcu 2023 r. został zatrzymany przez Federalną Służbę Bezpieczeństwa Federacji Rosyjskiej pod zarzutem szpiegostwa, co było pierwszym zatrzymaniem amerykańskiego dziennikarza w Rosji od czasów zimnej wojny. Evan Gershkovich był przetrzymywany w więzieniu Lefortowo. Aresztowanie Gershkovicha potępił Biały Dom i światowe media. Uwolniony w trakcie wymiany więźniów 1 sierpnia 2024. 
Eksperci spekulują, że prawdziwą motywacją do aresztowania Gerszkowicza ze strony władz rosyjskich była wymiana więźniów na jednego lub więcej Rosjan przetrzymywanych w USA lub innych krajach.